# Ove Thulin
Ove Thulin, född den 19 december 1920 i Göteborg, död där den 12 juli 2012, var en svensk jurist.
Thulin avlade studentexamen 1939 och juris kandidatexamen vid Lunds universitet 1945. Han genomförde tingstjänstgöring vid Askims, Hisings och Sävedals domsaga 1945–1948. Thulin blev fiskal i Hovrätten för Västra Sverige 1948, assessor där 1954, revisionssekreterare 1959, hovrättsråd i Hovrätten för Västra Sverige 1963 och vice ordförande på avdelning där 1974. Han var lagman i Mölndals tingsrätt 1975–1987. Thulin blev riddare av Nordstjärneorden 1964. Han vilar på Östra kyrkogården i Göteborg.